# Fernando Sansò
Fernando Sansò (Milano, 6 maggio 1945) è un geodeta italiano.
È stato insignito del Premio Feltrinelli nel 1986 dall'Accademia Nazionale dei Lincei.